# Norman Bridwell
Norman Bridwell (Kokomo, 15 febbraio 1928 – Oak Bluffs, 12 dicembre 2014) è stato un fumettista e scrittore statunitense.
È noto per la serie di libri per bambini Clifford the Big Red Dog. Bridwell studiò alla John Herron School, a Cooper Union, Indianapolis (Indiana).
Ha risieduto a Martha's Vineyard, dal 1969 fino alla sua morte. Ha venduto totalmente 110 milioni di copie dei suoi romanzi.
Bridwell è morto all'età di 86 anni il 12 dicembre 2014, ma la sua morte è stata annunciata solo il 16 dicembre 2014.